# Belgium az 1984. évi téli olimpiai játékokon
Belgium a jugoszláviai Szarajevóban megrendezett 1984. évi téli olimpiai játékok egyik részt vevő nemzete volt. Az országot az olimpián 2 sportágban 4 sportoló képviselte, akik érmet nem szereztek.

## Alpesisí
Férfi
| Versenyző        | Versenyszám      | 1. futam      | 1. futam      | 2. futam      | 2. futam      | Összesítés | Összesítés |
| Versenyző        | Versenyszám      | Idő           | Hely.         | Idő           | Hely.         | Idő        | Helyezés   |
| ---------------- | ---------------- | ------------- | ------------- | ------------- | ------------- | ---------- | ---------- |
| Pierre Couquelet | Lesiklás         |               |               |               |               | 1:52,40    | 40.        |
| Pierre Couquelet | Műlesiklás       | nem ért célba | nem ért célba | kiesett       | kiesett       | kiesett    | kiesett    |
| Pierre Couquelet | Óriás-műlesiklás | 1:28,71       | 35.           | 1:29,88       | 37.           | 2:58,59    | 35.        |
| Henri Mollin     | Lesiklás         |               |               |               |               | 1:55,72    | 46.        |
| Henri Mollin     | Műlesiklás       | 1:00,07       | 34.           | nem ért célba | nem ért célba | kiesett    | kiesett    |
| Henri Mollin     | Óriás-műlesiklás | nem ért célba | nem ért célba | kiesett       | kiesett       | kiesett    | kiesett    |

Női
| Versenyző                | Versenyszám      | 1. futam | 1. futam | 2. futam | 2. futam | Összesítés | Összesítés |
| Versenyző                | Versenyszám      | Idő      | Hely.    | Idő      | Hely.    | Idő        | Helyezés   |
| ------------------------ | ---------------- | -------- | -------- | -------- | -------- | ---------- | ---------- |
| Michèle Brigitte Dombard | Lesiklás         |          |          |          |          | 1:18,92    | 27.        |
| Michèle Brigitte Dombard | Óriás-műlesiklás | 1:15,85  | 45.      | 1:18,94  | 37.      | 2:34,79    | 37.        |

## Műkorcsolya
| Versenyző       | Versenyszám | Kötelező elemek   | Kötelező elemek | Kötelező elemek | Rövid program     | Rövid program | Rövid program | Kűr               | Kűr   | Kűr         | Összesítés         | Összesítés |
| Versenyző       | Versenyszám | Több. hely. száma | Hely.           | Hely. pont.     | Több. hely. száma | Hely.         | Hely. pont.   | Több. hely. száma | Hely. | Hely. pont. | Helyezési pontszám | Helyezés   |
| --------------- | ----------- | ----------------- | --------------- | --------------- | ----------------- | ------------- | ------------- | ----------------- | ----- | ----------- | ------------------ | ---------- |
| Katrien Pauwels | Női egyéni  | 5×14+             | 14.             | 8,4             | 5×16+             | 16.           | 6,4           | 8×18+             | 18.   | 18,0        | 32,8               | 16.        |